# Abelard Petrús Garriga
Abelard Petrús Garriga (Maó, 15 de febrer de 1913 - Barcelona, 15 de desembre de 2002) fou un futbolista menorquí de la dècada de 1930.

## Trajectòria
Fou un futbolista maonès que jugava a la posició de porter. Passà seva carrera futbolística a Catalunya, jugant a la UE Sant Andreu, l'FC Martinenc i l'FC Gràcia durant els anys 1930. L'any 1939 realitzà una prova per fitxar pel Barça però no reeixí. Després de la guerra civil defensà els colors del Terrassa FC, UE Sants i CE Sant Celoni.